# خوسيه لويس كروز فلوريس غوميز
خوسيه لويس كروز فلوريس غوميز (بالإسبانية: José Luis Cruz Flores Gómez)‏ هو سياسي مكسيكي، ولد في 3 مايو 1957 في المكسيك. حزبياً، نشط في الحزب الثوري المؤسساتي. وقد انتخب عضو مجلس النواب المكسيك.